# Gulf Oil
Gulf Oil (рус. «Галф Ойл») — североамериканская нефтяная компания. Gulf Oil была одной из крупнейших нефтяных монополий с 1900-х до 1980-х годов, а также принадлежала к числу семи крупнейших нефтяных компаний США, именуемых Семь Сестёр. Gulf Oil была одним из главных активов известной в США династии Mellon. Главный офис Gulf Oil располагался вместе с главным офисом банка Mellon в Питсбурге, Пенсильвания (США). Бывший главный офис Gulf Oil, первоначально носивший название «the Gulf Building» (ныне — Gulf Tower), представляет собой небоскрёб в стиле ар-деко. До 1970 года Gulf Tower был самым высоким зданием в Питсбурге.
В 1984 году Gulf Oil была поглощена корпорацией Standard Oil of California, позже переименованной в Chevron.

## История
Компания Gulf Oil была основана в 1901 году во время открытия нефтяных месторождений в Техасе. Gulf Oil или Guffey Petroleum Company, как она называлась до 1907 года, стала самым серьёзным предприятием в жизни Эндрю и Уильяма Меллонов, сыновей известного судьи и банкира Томаса Меллона. Семейство Меллонов перебралось в США в 1818 году из Северной Ирландии, куда они переехали в середине XVII века из Шотландии. К 1900 году династия Меллон стала одной из богатейших в США. За 80 лет своего существования Gulf Oil превратилась в одну из крупнейших нефтяных монополий США, вышла на мировой уровень по добыче нефти и продаже нефтепродуктов.
Однако в 1984 году американские активы компании были приобретены корпорацией Chevron, которая, в свою очередь, не стала использовать торговую марку Gulf, а предоставила лицензии на использование марки различным компаниям, благодаря чему фирменный знак Gulf и многие филиалы в Европе продолжили самостоятельное существование.
С 1986 года сеть бензоколонок Gulf и право розничной торговли бензином под маркой Gulf на всей территории США принадлежит компании Cumberland Farms, которая также владеет сетью супермаркетов. Смазочные материалы под маркой Gulf на территории США производятся и продаются компанией American Refining Group, Inc.
За пределами США, Испании и Португалии права на марку Gulf принадлежат индийской частной инвестиционной корпорации Hinduja Group.

## Современная деятельность
Торговая марка Gulf активно используется с начала 1990-х годов, проявившись в качестве гибкой, децентрализованной сети коммерческих компаний, основанной на партнёрстве, франчайзинге и агентских соглашениях между владельцами марки и производителями продукции. Это означает, что под одной торговой маркой производят продукцию и оказывают услуги различные компании, часто не связанные между собой.
Gulf, в его нынешнем воплощении, является новой экономической моделью бизнеса. Главные активы такой модели — это, главным образом, интеллектуальная собственность: торговая марка, спецификации на продукцию.
Права на торговую марку Gulf на территории США принадлежат компании Gulf Oil Limited Partnership (GOLP), которая является филиалом компании Cumberland Farms и управляет более чем 2000 АЗС и станций технического обслуживания; главный офис Gulf Oil Limited Partnership находится в штате Массачусетс, США. Кроме того, существуют независимые компании, также работающие под маркой Gulf в пределах Северной Америки, такие как American Refining Group, которая лицензирована в качестве производителя и дистрибьютора смазочных материалов под маркой Gulf Oil, а также PINNACLE RESOURCES, INC, занимающаяся дистрибуцией смазочных материалов.
На Иберийском полуострове — в Испании и Португалии - правами на реализацию товаров GULF владеет французский концерн TOTAL. Концерн выпускает собственную линейку смазочных материалов под маркой Gulf для рынков Испании и Португалии. 
За пределами США, Испании и Португалии под маркой Gulf ведет свою деятельность компания Gulf Oil International Ltd (GOI), принадлежащая индийскому инвестиционному холдингу Hinduja Group. Gulf Oil International специализируется, главным образом, на продаже продуктов переработки нефти — моторных и трансмиссионных масел для автомобилей, дорожной и сельскохозяйственной техники, судовых и гидравлических масел и сопутствующих услуг. Компания также управляет сетью АЗС и станций техобслуживания, которая наиболее развита в Бельгии, Германии, Люксембурге, Нидерландах, Турции и Великобритании. Gulf Oil International располагается в Великобритании, имеет офисы в Вестминстере, Лондоне.
Компании Gulf Oil International и Gulf Oil Limited Partnership имеют разные линейки моторных масел, объединённые лишь торговой маркой Gulf. В программе добровольного лицензирования и сертификации EOLCS Американского института нефти API компании участвуют независимо друг от друга.
Вся продукция Gulf, предназначенная для стран Восточной Европы, до 2015 года производилась и фасовалась на заводе Transnational Blenders B.V. в г. Дордрехт (Нидерланды) по оригинальным рецептурам и в соответствии с европейскими стандартами качества. Производство на этом заводе аттестовано по стандарту ISO 9001. С 2015 года смазочные материалы Gulf для рынков Европы и Ближнего Востока производятся в Бельгии на заводе Q8. Завод расположен в Антверпене, отгрузка товарных партий смазочных материалов началась с него с 1 июля 2015 года.

## Любопытные факты
После захвата власти в Анголе марксистами, Gulf Oil, в отличие от других иностранных нефтедобывающих компаний признала власть МПЛА и продолжила вести добычу в регионе Кабинда. Силы УНИТА, боровшиеся с МПЛА за власть в стране, стремились уничтожить мощности Gulf Oil чтобы лишить правительство доходов от нефтедобычи. Охрана нефтепромыслов в Кабинде была поручена кубинским солдатам, посланным в Анголу Фиделем Кастро. Таким образом, солдаты коммунистической Кубы защищали имущество капиталистической компании Gulf Oil со штаб-квартирой в Питтсбурге от атак повстанцев УНИТА, финансируемых правительством США.